# Cláudio José Gonçalves Ponce de Leão
Cláudio José Gonçalves Ponce de Leão (Salvador, 21 febbraio 1841 – Rio de Janeiro, 26 maggio 1924) è stato un arcivescovo cattolico brasiliano, primo arcivescovo di Porto Alegre.

## Biografia
Figlio del giudice Domingos José Gonçalves Ponce de Leon e di Gertrudes Gonçalves de Araújo, nel 1861 è partito per Parigi dove si è unito alla Congregazione lazzarista.

### Ministero sacerdotale
Il 15 giugno 1867 è stato ordinato sacerdote della Congregazione della missione a Parigi.
Di ritorno dalla Francia, è stato professore presso il seminario dello stato di Ceará per otto anni. Nel 1875 è stato trasferito al seminario di São José a Rio de Janeiro con l'incarico di vice-rettore.

### Ministero episcopale
Il 13 maggio 1881, con decreto dell'imperatore Pietro II, è stato nominato vescovo di Goiás e il 24 luglio successivo è stato consacrato dall'arcivescovo Angelo Di Pietro, nunzio apostolico in Brasile, coconsacranti Pedro Maria de Lacerda, vescovo di São Sebastião do Rio de Janeiro, e Antônio Maria Corrêa de Sá e Benevides, vescovo di Mariana
Il 26 giugno 1890, è stato nominato da papa Leone XIII, vescovo della diocesi di São Pedro do Rio Grande do Sul di cui ha preso possesso il 20 settembre successivo.
Il suo episcopato è stato segnato dalla proclamazione della Repubblica (1889) e dalla Rivoluzione federalista (1893-1895) di cui ha denunciato le atrocità.
Come vescovo di Rio Grande do Sul, ha fatto numerose visite pastorali nel territorio e ha riorganizzato il seminario vescovile che il suo predecessore aveva prima affidato ai sacerdoti gesuiti e poi ai sacerdoti della sua congregazione religiosa e che lui ha affidato ai cappuccini francesi. Ha sempre sostenuto e favorito l'arrivo di congregazioni religiose nello Stato.
Il 15 agosto 1910, a seguito dello smembramento della diocesi di São Pedro do Rio Grande do Sul e la creazione dell'arcidiocesi di Porto Alegre, è divenuto il primo arcivescovo metropolita di Porto Alegre.
Il 9 gennaio 1912, papa Pio X ha accettato le sue dimissioni per motivi di salute e lo ha nominato arcivescovo titolare di Anazarbo.
È morto il 26 maggio 1924, all'età di 83 anni, nella città di Rio de Janeiro, dove viveva in una casa della congregazione lazzarista. I suoi resti mortali sono stati trasferiti a Porto Alegre il 28 maggio 1934 e sono sepolti nella cattedrale vicino a quelli degli altri arcivescovi.

## Genealogia episcopale e successione apostolica
La genealogia episcopale è:
- Cardinale Scipione Rebiba
- Cardinale Giulio Antonio Santori
- Cardinale Girolamo Bernerio, O.P.
- Arcivescovo Galeazzo Sanvitale
- Cardinale Ludovico Ludovisi
- Cardinale Luigi Caetani
- Cardinale Ulderico Carpegna
- Cardinale Paluzzo Paluzzi Altieri degli Albertoni
- Papa Benedetto XIII
- Papa Benedetto XIV
- Cardinale Enrico Enriquez
- Arcivescovo Manuel Quintano Bonifaz
- Cardinale Buenaventura Córdoba Espinosa de la Cerda
- Cardinale Giuseppe Maria Doria Pamphilj
- Papa Pio VIII
- Papa Pio IX
- Cardinale Gustav Adolf von Hohenlohe-Schillingsfürst
- Cardinale Angelo Di Pietro
- Arcivescovo Cláudio José Gonçalves Ponce de Leão, C.M.

La successione apostolica è:
- Arcivescovo João Francisco Braga (1902)
- Arcivescovo João Batista Becker (1908)